# Зіновчук Микола Миколайович
Зіновчук Микола Миколайович (нар. 1 квітня 1944, с. Тетерівка Житомирського району Житомирської області) — український письменник, прозаїк, заслужений журналіст України, член Національної спілки письменників України (1989).

## Біографія
Микола Зіновчук народився 1 квітня 1944 року у с. Тетерівка на Житомирщині. Освіту здобув на заочному відділенні факультету журналістики Київського державного університету імені Т. Г. Шевченка. Працював кореспондентом газети «Радянська Житомирщина».
Автор збірок оповідань і повістей «Сонячні камені», «Одна в людини любов», «Знайди свою зорю», роману «Доручення Чорних Барсів», книжки казок «Хлопчик і Тиранозавр», збірки нарисів «Прометеєва гілка».
Нагороджений срібною медаллю ВДНХ СРСР (1981) та срібною медаллю «Нестор-літописець» (2001) за висвітлення питань економіки.
Лауреат Житомирської обласної літературної премії «Дідусева казка» (2014).

## Книги Миколи Зіновчука
Зіновчук М. М. Велика дорога до світла: ДП «Житомирська мехколона» — 60 років і жодної втраченої днини / М. Зіновчук. — Житомир: Полісся, 2006. — 232 с. : фото. кольор. — ISBN 966-655-202-7.
Зіновчук М. Доручення Чорних Барсів, або Дорога, якою не ходив ще ніхто: фантаст.-пригод. роман / М. Зіновчук ; оформ. худож. Ю. Дубініна. — Житомир: Форзац, 1994. — 496 с.
Зіновчук М. М. Знайди свою зорю: повісті, оповідання / М. М. Зіновчук ; худож. Ю. Дубінін. — Житомир: Полісся, 2004. — 574 с. : іл.
Зіновчук М. М. Криниченька і Вербиченька: казки / М. Зіновчук ; мал., дизайн обкл. Ю. Дубініна. — Житомир: Рута, 2013. — 199 с.
Зіновчук М. М. Одна в людини любов: повісті / М. Зіновчук. — Київ: Радянський письменник, 1988. — 319 с.
Зіновчук М. М. Прометеєва гілка: ВАТ "ЕК «Житомиробленерго»: 10 років випробувань і творення: [нариси, статті, інтерв'ю] / М. М. Зіновчук ; [ред. В. А. Лушкін та ін.]. — Житомир: Косенко М., 2005. — 503 с. : фото кольор. — ISBN 966-8123-32-8.
Зіновчук Микола. Сонячні камені. : оповідання / М. Зіновчук. — Київ: Молодь, 1978. — 119 с. — (Перша книга прозаїка).
Зіновчук Микола. Хлопчик і Тиранозавр: казки / М. Зіновчук ; худож. Ю. Дубінін. — Житомир: Томіріс, 1996. — 47 с.
Зіновчук М. Який хліб найсолодший? Не кради дерево: [казки] / М. Зіновчук // Крило до крила, перо до пера: хрестоматія творів письм. Житомирщини / [упоряд. та ред. М. П. Пасічник]. — Житомир: Видавничий центр ЖОО НСПУ, 2005. — С. 39-48.
Зіновчук Микола Миколайович. Не наступаймо на кленове листячко. [Оповідання та повісті]. Житомир., 480 ст. 2023 рік.
Фантастично-пригодницькі повісті у 7 книгах:
- «Здрастуй, сузір'я Центавра!»: фантаст.-пригод. повісті: у 7 кн. Кн. 1. / М. М. Зіновчук ; мал., дизайн обкл. Ю. Дубініна. — Житомир: Євенок О. О., 2013. — 195 с.
- «Повернення на планету Грму» ; «А що там, за зорями?»: фантаст.-пригодн. повісті у 7 кн. / М. М. Зіновчук ; в авт. ред. ; мал. Ю. Ю. Дубініна. — Кн. 2-га і 3-тя. — Житомир: Євенок О. О., 2014. — 367 с. : іл. — ISBN 978-617-7265-00-8.
- «За 3700000000 парсек від дому», 2021 р. 208 ст.
- «Космічний метрополітен», 2021 р. 212 ст.
- «Невже то жарти богів», 2021 р. 152 ст.
- «Ось так сходила зіронька найясніша», 2021 р. 120 ст.